# خالد عواجي
خالد عواجي لاعب كرة قدم سعودي ، في مركز مدافع.
لعب سابقاً لأندية الشباب و أبها و حطين و المزاحمية و البطين و سدوس.

## روابط خارجية
- خالد عواجي على موقع قاعدة بيانات كرة القدم.إي يو (الإنجليزية)
- خالد عواجي على موقع Soccerway.com (الإنجليزية)
- خالد عواجي على موقع كووورة